# Icterus abeillei
Icterus abeillei là một loài chim trong họ Icteridae.